# Беудіу
Беудіу (рум. Beudiu) — село у повіті Бистриця-Несеуд в Румунії. Входить до складу комуни Нушень.
Село розташоване на відстані 327 км на північний захід від Бухареста, 26 км на захід від Бистриці, 53 км на північний схід від Клуж-Напоки.

## Населення
За даними перепису населення 2002 року у селі проживали 636 осіб.
Національний склад населення села:
| Національність | Кількість осіб | Відсоток |
| -------------- | -------------- | -------- |
| румуни         | 623            | 98,0%    |
| угорці         | 12             | 1,9%     |

Рідною мовою назвали:
| Мова      | Кількість осіб | Відсоток |
| --------- | -------------- | -------- |
| румунська | 623            | 98,0%    |
| угорська  | 12             | 1,9%     |